# Radikalische Dehalogenierung
Die radikalische Dehalogenierung ist eine chemische Reaktion aus dem Bereich der Organischen Chemie und stellt eine Defunktionalisierung von Alkylhalogeniden wie Iodiden, Bromiden oder Chloriden dar (radikalische Reduktion). Die Reaktion ist eng verwandt mit der Barton-McCombie-Desoxygenierung, bei der auch Alkohole über Thiocarbonsäure- bzw. Thiokohlensäureester defunktionalisiert werden können.

## Übersichtsreaktion
Iodierte, bromierte oder auch chlorierte Kohlenwasserstoffe (X = Cl, Br, I) werden in einer radikalischen Substitutionsreaktion mit einem Wasserstoffatom-Donor (meist Tributylzinnhydrid, Bu3SnH) und einem Radikalkettenstarter (meist Azobis(isobutyronitril), AIBN) zu den entsprechenden Kohlenwasserstoffen umgesetzt:
Eine zinnfreie Alternative für einen Wasserstoffatom-Donor ist Tris(trimethylsilyl)silan, (Me3Si)3SiH.

## Reaktionsmechanismus
Im ersten Reaktionsschritt findet ein thermisch oder photochemisch induzierter Zerfall des Radikalkettenstarters AIBN in zwei cyanierte Isopropyl-Radikale und elementarem Stickstoff, welches aus dem Reaktionsgemisch entweicht, statt. Das cyanierte Isopropyl-Radikal erzeugt im zweiten Reaktionsschritt das eigentliche Zündradikal (•SnBu3), indem es von Tributylzinnhydrid einen radikalischen Wasserstoff entreißt. Dieses Zündradikal kann dann in einem dritten Reaktionsschritt mit dem eingesetzten Halogenkohlenwasserstoff unter Bildung eines Alkyl-Radikals reagieren. Dieses wiederum spaltet ein Wasserstoff-Radikal von einem weiteren Tributylzinnhydrid-Molekül unter Bildung des Produkts und eines neuen Zündradikals ab:
Der Radikalkettenstarter, in diesem Falle das Azobis(isobutyronitril), wird für gewöhnlich nur in katalytischen Mengen eingesetzt.

## Beispielreaktion und Anwendung
Die radikalische Dehalogenierung ist ein nützlicher präparativer Schritt bei der Synthese komplexer organischer Moleküle. Setzt man beispielsweise das nachfolgende Lacton, welches aus der Iodolactonisierung erhalten wurde, mit AIBN und Bu3SnH um, so findet eine radikalische Dehalogenierung unter Verlust des Stereozentrums statt:
Ein weiteres Beispiel stellt die radikalische Dehalogenierung des folgenden anellierten und cyclischen Ethers mit Tris(trimethylsilyl)silan dar: